# دبليو دبليو إي في السعودية
بدأت دبليو دبليو إي - وهي مؤسسة ترفيهية أمريكية للمصارعة المحترفة مقرها في ستامفورد، كونيتيكت، الولايات المتحدة - بإقامة عروضها في المملكة العربية السعودية منذ عام 2014. وعلى عكس عروض دبليو دبليو إي العادية، مُنعت المصارعات من المشاركة في العروض التي عقدت في المملكة العربية السعودية حتى عام 2019.
تعرضت العديد من عروض دبليو دبليو إي في السعودية للانتقاد بسبب تضييق الأخيرة على حقوق مجتمع الميم، اتهامها بارتكاب انتهاكات جسيمة لحقوق الإنسان، قيادتها لحرب استنزاف في اليمن، وتعديها على حقوق المرأة.

## تاريخ
في ديسمبر 2013، أعلنت مؤسسة دبليو دبليو إي أنها ستبدأ في إقامة عروض لها في المملكة العربية السعودية. في أبريل 2014، عقدت دبليو دبليو إي أول حدث لها في الرياض، وهو أول حدث لها على الإطلاق في المملكة العربية السعودية. وكانت عبارة عن ثلاثة عروض منفصلة في ملعب غرين هولز. في أكتوبر 2015، قدمت دبليو دبليو إي ثلاثة عروض منزلية من جدة، في قاعة رياضات مدينة الملك عبد الله الرياضية. في نوفمبر 2016، عادت دبليو دبليو إي مرة أخرى إلى ملعب غرين هولز في الرياض، وأقامت عرضين مباشرين إضافيين. كانت أحداث 2016 حصرية للعلامة التجارية سماكداون.
في عام 2017، بدأ برنامج دبليو دبليو إي ولعوها بثه في جميع أنحاء الشرق الأوسط، بما في ذلك المملكة العربية السعودية، على قناة أو إس إن سبورتس. انتهى البرنامج في مارس 2019 عندما أوقفت أو إس إن القناة إلى جانب غالبية برامجها الرياضية.
في 5 مارس 2018، أعلنت دبليو دبليو إي والهيئة السعودية العامة للرياضة عن غريتيست رويال رامبل، وهو حدث مباشر أقيم في 27 أبريل 2018، في استاد الملك عبد الله الدولي، وهو جزء من مدينة الملك عبد الله الرياضية، في جدة، المملكة العربية السعودية. كان هذا الحدث الأول من نوعه في شراكة إستراتيجية متعددة المنصات مدتها 10 سنوات بين دبليو دبليو إي والهيئة السعودية العامة للرياضة في إطار دعم رؤية السعودية 2030، وهي برامج للإصلاح الاجتماعي والاقتصادي في المملكة العربية السعودية.